# Markus Gröchtemeier
Markus Gröchtemeier (* 1. Januar 1970 in Braunschweig) ist ein deutscher Historiker und ehemaliger Basketballspieler.

## Laufbahn
Gröchtemeier durchlief die Jugendabteilung der SG Braunschweig und war in der Saison 1988/89 Mitglied der ersten Bundesliga-Mannschaft in der Vereinsgeschichte. Der 1,98 Meter messende Flügelspieler stand in 26 Erstligaspielen auf dem Spielfeld und erzielte in der Hauptrunde im Durchschnitt 1,3 Punkte je Begegnung. Nach dem Bundesliga-Abstieg im Frühjahr 1989 spielte er mit der SG wieder in der zweiten Liga. In der Saison 1990/91 gelang Gröchtemeier in seinem letzten Braunschweiger Spieljahr mit der Mannschaft der Wiederaufstieg in die höchste deutsche Spielklasse. In derselben Saison zog er mit dem Zweitligisten in das Endspiel des DBB-Pokals ein, in dem man gegen Bayer Leverkusen verlor. Auf dem Weg ins Endspiel hatte man mit Ludwigsburg und Hagen zwei Bundesligisten bezwungen. In der Saison 1991/92 war Gröchtemeier Spieler des Zweitligisten HSG TU Magdeburg, dem Meister der Deutschen Demokratischen Republik der Jahre 1988 und 1989. Anschließend verstärkte er den TK Hannover in der ersten und zweiten Bundesliga sowie den Zweitligisten BG Wolfenbüttel.
Gröchtemeier studierte Neuere Geschichte und Literaturwissenschaft. Er war als freier Schriftsteller und Journalist tätig und veröffentlichte vorzugsweise Werke über heimatgeschichtliche Themen, darunter die Bücher Nationalsozialismus auf dem Land – der Landkreis Wolfenbüttel in den Jahren 1933 bis 1945 (erschienen 2005) sowie Ausgrenzung, Beraubung und Emigration – Die jüdische Familie Rosenbaum aus Schöppenstedt (erschienen 2006). Er war Mitarbeiter in der Pressestelle des Fußballbundesligisten VfL Wolfsburg sowie von Zeitschriften, darunter Capital, Zeitungen, darunter die Braunschweiger Zeitung, sowie in freier Mitarbeit für Unternehmen wie der Volkswagen AG und der AutoVision GmbH beschäftigt.
Im Juli 2009 trat er das Amt des Pressesprechers des Basketball-Bundesligisten New Yorker Phantoms Braunschweig an, der Nachfolgemannschaft seines Heimatvereins, der SG Braunschweig. Er beendete diese Tätigkeit im Jahr 2012.
Gröchtemeier wurde später für das Museum Wolfenbüttel tätig. 2018 veröffentlichte er das Buch Fahnenwechsel – Nationalsozialismus und britische Besatzung in Wolfenbüttel 1933–1948.